# Juan José de la Garza
Juan José de la Garza Galván (Cruillas, Tamaulipas, 6 de mayo de 1826 - Ciudad de México, 16 de octubre de 1893), fue un jurista, militar y político mexicano de ideología liberal. Fue gobernador de Tamaulipas en 8 ocasiones.

## Estudios
Fue hijo de Juan B. de la Garza y de María Eusebia Galván. Realizó sus primeros estudios en Soto la Marina y en Ciudad Victoria. Se trasladó a la Ciudad de México, en donde ingresó al Seminario de México y al Colegio de San Ildefonso obteniendo el título de abogado en 1852.

## Vida política y militar
El 20 de noviembre de 1852 fue nombrado gobernador provisional del Estado de Tamaulipas, cuando una asamblea pública desconoció, por motivos de denuncias en los comicios, al gobierno de Jesús Cárdenas. El 13 de julio de 1854 se manifestó en favor del Plan de Ayutla el cual terminó con la dictadura de Antonio López de Santa Anna. Participó en la defensa de Ciudad Victoria, pero fue derrotado. Se exilió a los Estados Unidos y se reintegró a las fuerzas liberales en la frontera norte del territorio tamaulipeco, reuniéndose con Melchor Ocampo, Ponciano Arriaga, Manuel Gómez y José María Mata. Desde julio de 1855, De la Garza se había unido al Plan de Monterrey convocado por el gobernador de Nuevo León, Santiago Vidaurri, pero la unión finalizó el 19 de noviembre de 1855. Por disposición del Ministerio de Guerra, al terminar la Revolución de Ayutla se reintegró a su puesto de gobernador y tomó el mando militar y político de Tamaulipas.
En 1856 por órdenes de Ignacio Comonfort, participó en los combates del conflicto fronterizo en los estados de Nuevo León y Coahuila, los cuales se habían sido anexados como una sola entidad por Santiago Vidaurri, formando la República de la Sierra Madre al no reconocer al gobierno federal. De la Garza y el general Vicente Rosas Landa, confrontaron a las fuerzas de Vidaurri, una vez tomada la plaza de Monterrey, pactaron con Vidaurri el sometimiento a la autoridad federal.
Fue reelecto como gobernador, ejerció el cargo del 5 de diciembre de 1857 al 12 de marzo de 1858, fecha en la que viajó hacia Veracruz para unirse a la defensa del gobierno de Benito Juárez durante la Guerra de Reforma. Fue Primer Magistrado de la Suprema Corte de Justicia de la Nación del 16 de abril de 1860 al 1 de agosto de 1861, sustituyendo a Santos Degollado. Fue también secretario de Gobernación de septiembre a diciembre de 1861, sustituyendo a Manuel María de Zamacona. 
En 1863, durante la Segunda Intervención Francesa en México fue nombrado general en jefe del Ejército Republicano. Tras la caída del Segundo Imperio Mexicano y con la República restaurada, regresó a Tamaulipas, siendo nuevamente electo gobernador del Estado. Su último período como gobernador lo ejerció del 1 de agosto de 1868 al 1 de diciembre de 1869, fecha en la que renunció después del asesinato de sus hermanos Jesús y Zeferino, para acabar así, con una sublevación de oposición y evitando disensiones políticas optó por retirarse a Nuevo León. Francisco L. de Saldaña fue su sucesor interino, y más tarde el general Servando Canales quien ejerció el puesto de 1870 a 1876.  De la Garza por su parte, se trasladó a la Ciudad de México y fue nombrado nuevamente, ministro de la Suprema Corte de Justicia de la Nación, fue también, ministro de la Corte de Justicia Militar.

## Diplomático y docente
De 1875 a 1877 fue enviado extraordinario en y ministro plenipotenciario del gobierno mexicano en Guatemala y El Salvador. Al regresar a México, impartió clases en la Escuela Nacional de Jurisprudencia, durante esa época se declaró opositor a la corriente del positivismo. Murió el 16 de octubre de 1893, y fue sepultado en la Rotonda de las Personas Ilustres. En su honor, existe una estatua en el Paseo de la Reforma de la Ciudad de México.